# Miconia andersonii
Miconia andersonii är en tvåhjärtbladig växtart som beskrevs av William Fawcett och Alfred Barton Rendle. Miconia andersonii ingår i släktet Miconia och familjen Melastomataceae. Inga underarter finns listade i Catalogue of Life.